# Christian Danz
Christian Danz (* 1962 in Pößneck) ist ein deutsch-österreichischer evangelischer Theologe. 

## Leben und Wirken
Danz studierte von 1985 bis 1990 evangelische Theologie an der Universität Jena. Danach wirkte er als Vikar bei der Evangelisch-Lutherischen Kirche in Thüringen. 1994 promovierte Danz zum Dr. theol. 1999 habilitierte er sich für das Fach Systematische Theologie an der Universität Jena. Seit dem Sommersemester 2002 lehrt Danz als Professor für Systematische Theologie A.B. an der Evangelisch-Theologischen Fakultät der Universität Wien.

## Forschungsschwerpunkte
Die Forschungsschwerpunkte von Danz liegen in folgenden Bereichen: Fundamentaltheologie, Dogmatik (Gotteslehre, Christologie, Pneumatologie), Reformatorische Theologie, Theologiegeschichte des 19. und 20. Jahrhunderts, Ethik (Menschenrechte), Theologie der Religionen und Religionsphilosophie.
Danz fasst Religion als „eine vollzugsgebundene, situationsbedingte Deutung der Wirklichkeit“ auf. „Die Vollzugsgebundenheit der Religion erklärt zunächst, dass es eine Teilnehmer- und eine Außenperspektive auf Religion gibt, die nicht deckungsgleich sind.“

## Mitgliedschaften
- Vorsitzender der Deutschen Paul-Tillich-Gesellschaft e.V. (seit 2006)[5]
- Mitglied der Kommission zur Herausgabe der Schriften F.W.J. Schellings der Philosophisch-historischen Klasse der Bayerischen Akademie der Wissenschaften[6]

## Schriften (Auswahl)
- Religion als Freiheitsbewußtsein. Eine Studie zur Theologie als Theorie der Konstitutionsbedingungen individueller Subjektivität bei Paul Tillich, Berlin/New York 2000.
- Einführung in die Theologie der Religionen. Wien 2005.
- Einführung in die evangelische Dogmatik. Darmstadt 2010.
- Grundprobleme der Christologie. Tübingen 2013.
- Einführung in die Theologie Martin Luthers. Darmstadt 2013.
- Gottes Geist. Eine Pneumatologie. Tübingen 2019.
- als Hrsg.: Paul Tillichs „Systematische Theologie“. Ein werk- und problemgeschichtlicher Kommentar. Berlin/Boston 2017.
- als Hrsg. zusammen mit Michael Murrmann-Kahl: Zwischen historischem Jesus und dogmatischem Christus. Zum Stand der Christologie im 21. Jahrhundert. 2. Auflage. Tübingen 2011.
- als Hrsg. zusammen mit Michael Murrmann-Kahl: Spekulative Theologie und gelebte Religion. Falk Wagner und die Diskurse der Moderne. Tübingen 2015.
- als Hrsg. zusammen mit Jan-Heiner Tück: Martin Luther im Widerstreit der Konfessionen. Historische und theologische Perspektiven. Freiburg 2017.
- als Hrsg. zusammen mit Michael Murrmann-Kahl: Verlust des Ichs in der Moderne? Erkundungen aus literaturwissenschaftlicher und theologischer Perspektive. Tübingen 2019.